# Хуго Цьолер
Хуго Цьолер (на немски: Hugo Zöller) е германски журналист, пътешественик, изследовател на Африка.

## Биография

### Младежки години (1852 – 1874)
Роден е на 12 януари 1852 година в квартала на Шлайден Оберхаузен, Кралство Прусия. След като завършва право, от 1872 до 1874 година пътува до страни в региона на Средиземно море, като по време на Гражданската война в Испания започва да пише статии за ситуацията и по този начин привлича вниманието на вестникарски редактори. През 1874 година става журналист за вестник „Кьолнише Цайтунг“.

### Експедиции (1879 – 1888)
От 1879 до 1882 година като репортер на вестника извършва околосветска обиколка, целта на която е да се запознае с възможностите за придобиване на нови територии за германската колониална империя. След завръщането си издава впечатленията и вижданията си по въпроса в трилогията: „Rund um die Erde“ (Köln, 1881); „In 1881 and 1882 Zöller travelled across South America and then published Die Deutschen im brasilianischen Urwald“ (Stuttgart, 1883); „Pampas und Anden“ (Stuttgart 1884).
В края на 1882 година работи като военен кореспондент в Египет по време на британска кампания там. През 1883 година отново като кореспондент на вестник „Кьолнише Цайтунг“, участва в германска експедиция за изследване на територии в Западна Африка, изследвани по-рано от Густав Нахтигал. Картират части от Того, а през 1884 – 1885 година – крайбрежието на Камерун. Изкачва се на вулкана Камерун и по река Ньонг до първите ѝ прагове. Докато е в Камерун, открива река Батанга, но скоро след това се разболява и се връща в Германия.
През 1888 година възглавява експедиция в Германска Нова Гвинея и става първият европеец, който прониква във вътрешността на Нова Гвинея. След това от залива Астролабия експедицията се отправя на юг и първа прониква в планината Бисмарк, като открива най-високия ѝ връх – Вилхелм (4506 м).

### Смърт
Цьолер умира през 1933 година, малко преди 81-вия си рожден ден, в Мюнхен.